# Aeroportul Regional New Bedford
Aeroportul Regional New Bedford (IATA: EWB, ICAO: KEWB, FAA LID: EWB) este un aeroport din Massachusetts, Statele Unite ale Americii. Aeroportul a fost tranzitat în 2019 de 8.642 de pasageri.
Situat la o altitudine de 24 m, aeroportul dispune de 2 piste.

## Infrastructură

### Piste
Aeroportul dispune de 2 piste. Pista 05/23 are suprafața de asfalt și dimensiunile 5.400 picioare × 150 picioare. Pista 14/32 are suprafața de asfalt și dimensiunile 5.000 picioare × 150 picioare. 